# Ерлітоу

Ерлітоу

34°42′06″ пн. ш. 112°41′49″ сх. д. / 34.70175833° пн. ш. 112.69707778° сх. д.
Ерлітоу — урбанізоване суспільство і археологічна культура початку бронзової ери в Китаї. Розташовувалося в долині річки Хуанхе. Історичний період охоплював з 1900 до 1500 років до н. е. Спадкувала культурі Луншань. Еволюція культури Ерлітоу не отримала ще однозначного пояснення. Висувається теорія, що була основою держави Ся. Максимальний розмір городища становив 2,4 x 1,9 км. Її спадкоємцем була культура Ерлінган та держава Шан.

## Дослідження
У 1959 році археологом Сю Сюшеном були розпочаті розкопки на багатошаровому поселенні Ерлітоу поблизу міста Яньші. Матеріали чотирьох шарів цього пам'ятника були настільки виразні, що дають підстави археологам для виділення самостійної культури Ерлітоу. Загалом до 2006 року знайдено 20 поселень цієї культури.

## Характеристика
Культура Ерлітоу зародилася в надрах хенаньського Луншань на початку II тис. до н. е. Городище розташовувався на злитті річок Лохе і Іхе. Місцеві племена, розвиваючи свою матеріальну культуру, освоїли і розвинули виробничі навички і традиції енеолітичного населення басейну Хуанхе. Вони досягли високої майстерності в техніці ливарного справи і в будівельному мистецтві. Їх розвитку були притаманні швидкі темпи. Протягом трьох-чотирьох століть тут відбулася еволюція від первісності до перших щаблів цивілізації.

### Ерлітоу-1 та Ерлітоу-2
Висувається гіпотеза, що пам'ятники першого і другого шарів (фази Ерлітоу-1 і Ерлітоу-2 відповідно) належали легендарному племені ся, яке співвідносять з напівміфічною династією Ся. Під час Ерлітоу-1 виникло зростаюче поселення розміром 100 га. Під час другої фази поселення досягло площі 300 га і стало приймати міські риси. Чотири дороги охоплювали палац площею 12 га.

### Ерлітоу-3
На рівні третього шару (Ерлітоу-3, датоване XIII ст. до н. е.) спостерігається якісний культурний зсув. Основу для цього розглядають як встановлення влади племені шан. Внесення в археологічний контекст фактів, почерпнутих з переказів, не може служити підставою для безперечних висновків, але в якості робочої гіпотези можна погодитися з інтерпретацією змісту третього і четвертого шарів як ранньшанських пам'ятників. Створюються перші канали (загалом їх було збудовано три).

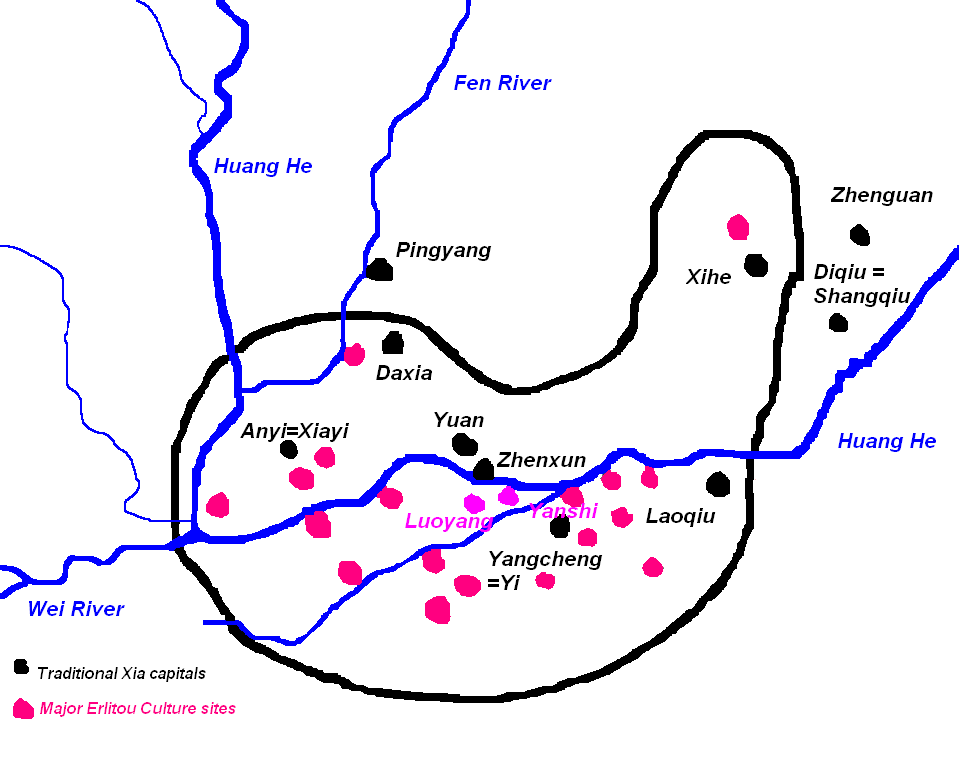
Поселення культури Ерлітоу (позначено червоним)

У третьому шарі була розкрита велика платформа з утрамбованої землі, на якій розташовувалися руїни комплексу будівель, що мали характер палацово-храмового центру. Платформа височіла на 80 см над поверхнею і була оточена стіною з утрамбованої землі. Її протяжність з півночі на південь — 100 м, а з заходу на схід — 108 м. Центр платформи займає фундамент прямокутного будівлі довжиною в 30 м і шириною в 11 м. Уздовж стін його, по всьому периметру, збереглися сліди опорних стовпів і їх кам'яні основи. Цей магістральний каркас, мабуть, підтримував чотирьохскатну дах і її звисають краю. Розкопані також залишки оточувала палац галереї і воріт. Стіни палацу і галереї були споруджені в неолітичних традиціях і складалися з підтримуваного стовпами плетеного каркаса, обмазані зовні глиною з додаванням рубаної соломи. Навколо центрального комплексу відкрито численні бази наземних жител, землянки, зольники, колодязі, гончарні печі і сліди металургійного виробництва у вигляді уламків глиняних тиглів, керамічних ливарних форм і шлаків. Як і в попередніх шарах, сільськогосподарський інвентар ерлітоусцеі складався з кам'яних серпів, кам'яних мотик і ножів, знарядь з рогу і мушель. Виявлено сліди вживання дерев'яного двозубого знаряддя лейси для копання землі. Проте справжнім відкриттям були знайдені тут металеві знаряддя праці та зброя: ножі, шила, долота, наконечники стріл, клевци. Хімічний аналіз цих предметів та інших металевих виробів свідчить, що всі вони були виготовлені з бронзи, де основу становила мідь.
Бронзові посудини Ерлітоу мають високу якість та копіюють форми глиняних посудин, представлених у всіх чотирьох шарах культури. Це найдавніші знахідки подібних виробів в Східній Азії. Тут зародилася одна з найбільш виразних традицій давньокитайської культури — виготовлення спеціальних бронзових посудин, що призначалися для жертвоприношень предкам. Технологія виробництва бронзових судин, дзвонів та інших виробів здійснювалося за допомогою багатосекційних розбірних керамічних форм.
Гончарно виробництво характеризується виробництвом тетраподів (триног) типу дін і пань, горщиків цзен, триніг цзя з руків'ям. Кераміка мала сірий, чорний і білий колір, посудини були грубі і тонкі, примітивні і химерні.
Найважливіше було розвиток печаток — вельми майстерно вироблених, з вигадливою різьбою і високою художньою майстерністю. Зображення символічні, ідейні. Стали з'являтися зображення драконів і чудовиськ на окремих судинах, маски таоте.

### Ерлітоу-4
Період Ерлітоу-4 характеризує занепад, хоча розкопки показують, що забудова міста тривали. Близько 1600 року до н. е. в Яньші, приблизно в 6 км від Ерлітоу, було побудовано інше місто, обнесене стіною.